# Исмаилова, Эльмира Магеррам кызы
Эльмира Магеррам кызы Исмаилова (азерб. Elmira Məhərrəm qızı İsmayılova; род. 13 ноября 1945, Ереван) — азербайджанская актриса театра и кино. Народная артистка Азербайджана (2007).

## Биография
Эльмира Исмаилова родилась в интеллигентной семье в Ереване. В 1968 году окончила Педагогический институт имени Х. Абовяна Республики Армения. С того же года работала актрисой Ереванского азербайджанского государственного  драматического театра имени Дж. Джаббарлы.
За годы своей деятельности в качестве актрисы создала персонажи самых разных жанров. Хумай (С. Рахман, «Алигулу женится»), Афат (М. Шамхалов, «Свекровь»), Графиня (У. Шекспир, «Конец — делу венец»), Диляра (Анар, «Летние дни города»), Дильбар ханум (Н. Везиров, «Хаджи Гамбар»), Огудалова (А. Островский, «Бесприданница»), Смеральдина (К. Гольдони, «Служанка двух господ»), Буюкханум (Дж. Джаббарлы, «Айдын»), Тетя (У. Гаджибеков, «Аршин мал алан»), Назик (С. Рахман, «Улдуз») и другие её роли завоевали зрительские симпатии. 
Исмаилова снялась в таких телефильмах, как «Долгая ночь на всю жизнь» (Гидаят), «Сказка о четырёх близнецах» (П. Панчев).

## Роли на театральной сцене

### За время деятельности театра в Ереване
- Огудалова («Бесприданница», Александр Островский)
- Смеральдина («Слуга двух господ», Карло Гольдони)
- Графиня (Уильям Шекспир)
- Полина («Трибунал», Александр Макаёнок)
- Дильшад («Семья Атаевых», Ильяс Эфендиев)
- Диляра («Летние дни города», Анар)
- Большая леди («Бледные цветы», Джафар Джаббарлы)
- Винодельня ("Айдын", Джафар Джаббарлы)
- Гульниса («Яшар», Джафар Джаббарлы)
- Дильбар («Хаджи Гамбар», Наджаф бек Везиров)
- Санам («Не та, так эта», Узеир Гаджибеков)
- Джахан («Аршин мал алан», Узеир Гаджибеков)
- Фена («Эльбрус женится», Георгий Хугаев)
- Назила («Улдуз», Сабит Рахман)
- Ирина («Счастье мое, где ты?», Георгий Хугаев)
- Елена («Сказка о четырёх близнецах», Панчо Панчев)
- Миссис Зиба («Приключения везиря Ленкоранского ханства», Мирза Фатали Ахундзаде)
- Шахрабану («Повесть о Мусье Жордане — учёном-ботанике и дервише Масталишахе, знаменитом колдуне», Мирза Фатали Ахундзаде)
- Катастрофа («Свекровь», Меджид Шамхалов)
- Ведущий («В подписях», Нариман Гасанзаде)
- Мехрибан («Не вини меня», Гидаят)
- Назли ("Вазифа", Акрам Айлисли)
- Саубан Ана («13-й председатель», Абдуллин, Азат Хамматович)
- Дарчин ("Мужчины", Алтай Мамедов)
- Зарифа («Эхо», Наби Хазри)
- Госпожа Говхар («Разрушенные дневники», Ильяс Эфендиев)
- Чарльстон (Хиджран, Сабит Рахман)
- Попова («Медведь», Антон Чехов)
- Фаризат («Муж моей жены», Георгий Хугаев)

### За время деятельности театра в Баку
- Фена («Моя свекровь», Георгий Хугаев)
- Мать («Кочевники», Залимхан Ягуб)
- Санам («Да смилуется над ними Господь», Сулейман Рашиди)
- Гульнар («Аббасгулу бек Шадлинский», Инглаб Велизаде)
- Мехрибан («Любовь все еще жива», Гидаят)
- Харайханим («Когда вернутся журавли», Гидаят)
- Мед («Волшебное яблоко», Шахин Джабраилов)

## Фильмография
- Ночь длиннее жизни (фильм, 1996)
- Хватит, не плачь! (фильм, 1999)
- Момент истины (фильм, 2003)
- 3 сестры (фильм, 2012—2014) (художественный сериал) (роль: Дилара Ханум)

## Семья
- Муж — Видади Алиев, актер театра и кино. Народный артист Азербайджана.
- Сын — Огтай Алиев, телепродюсер, режиссер, актер. Заслуженный деятель культуры Азербайджана.
- Сын — Эльчин Алибейли, телеведущий, телекритик, доктор философии по искусствоведению.
- Невестка — Диляра Алиева, актриса театра и кино, телеведущая.

## Награды
- Почётная грамота Президиума Верховного Совета Азербайджанской ССР — 24.11.1978[1]
- Заслуженный артист Азербайджана — 25.10.2000[2]
- Народный артист Азербайджана — 16.10.2007[3]
- Награда Президента Азербайджанской Республики — 2006 г.,[4] 2007 г.,[5] 2008 г.[6]
- Медаль «Артист» (медаль Союза театральных деятелей Азербайджана) (2021 г.)